# Terugtrekking van gletsjers sinds 1850

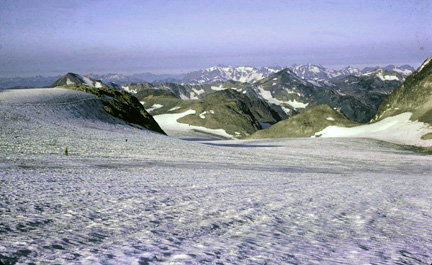
Whitechuck Glacier in het noordwesten van de Verenigde Staten
1973

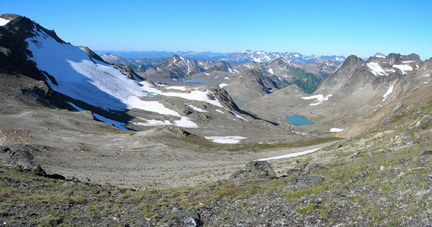
en in 2006, toen 1,9 km korter

Glaciologen constateren dat overal in de wereld de gletsjers zich terugtrekken en er is voldoende kennis om vast te stellen dat dit in het midden van de 19e eeuw is begonnen. Deze terugtrekking van gletsjers, omstreeks 1850 begonnen, volgde op de Kleine IJstijd, waarmee de relatief koude periode wordt bedoeld, die van de 15e tot en met de 19e eeuw duurde. De gletsjers in de Alpen zijn over de gehele periode genomen sinds 1900 aanzienlijk kleiner geworden. De gevolgen ervan, dat de gletsjers zich terugtrekken, zijn in hun omgeving duidelijk te zien, aan de glad geërodeerde bodem van de oude gletsjertongen, die zijn verdwenen, en aan morenen, die op enige afstand van de gletsjer liggen die ze ooit heeft opgestuwd.
Deze terugtrekking van gletsjers begon vooral in gebergten op middelbare breedten zoals de Himalaya, Alpen, Rocky Mountains, het zuidelijke deel van de Andes en geïsoleerde bergtoppen in de tropen, zoals de Kilimanjaro in Afrika. Zij vertoonden aanvankelijk verhoudingsgewijs de grootste verliezen aan gletsjerijs. Hoewel het overal even snel doorgaat, is dat sinds de afgelopen zes warme jaren wereldwijd veranderd. Het betreft nu vooral de ijskappen van de noord- en de zuidpool.
Het verlies aan gletsjers wordt vaak als aanwijzing voor de opwarming van de Aarde genoemd en valt samen met de gemeten toename van broeikasgassen in de atmosfeer. Dezelfde historische opwarmingskromme van de Aarde volgt uit de analyse van een groot aantal gletsjers en uit directe onafhankelijke temperatuurmetingen.
Voor de eenheid van de hoeveelheid ijs, die op een bepaalde plaats in een bepaalde periode is gesmolten, wordt meestal mmwe, millimeter water equivalent, gekozen.

## Massabalans

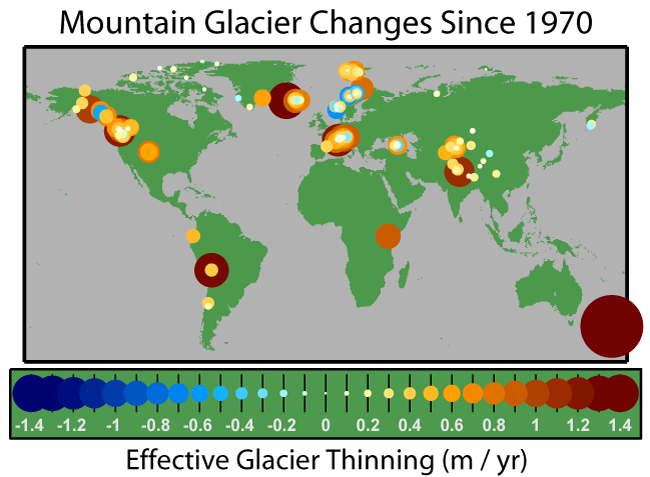
Veranderingen sinds 1970.
gekrompen gletsjer
aangegroeide gletsjer De grootte van de cirkels correspondeert met de mate van groei of krimp.

De massabalans van een gletsjer is het verschil tussen de toename van de hoeveelheid sneeuw en ijs in het bovenste koudere deel en de afname in het onderste warmere deel door afsmelting en verdamping. Tegenwoordig hebben bijna alle gletsjers een negatieve massabalans en worden kleiner.
Als het hoger gelegen deel, de accumulatiezone van de gletsjer, zelf ook een negatieve massabalans heeft zal de gletsjer op den duur verdwijnen als het klimaat niet kouder wordt of er meer sneeuw gaat vallen.
Voor metingen van de omvang en veranderingen daarin van ijsmassa's zijn tegenwoordig satellieten en lasertechnologie voorhanden. Het belangrijkste symptoom voor een negatieve massabalans van een gletsjer als geheel is het dunner worden ervan over zijn hele lengte.

## Situatie op de continenten

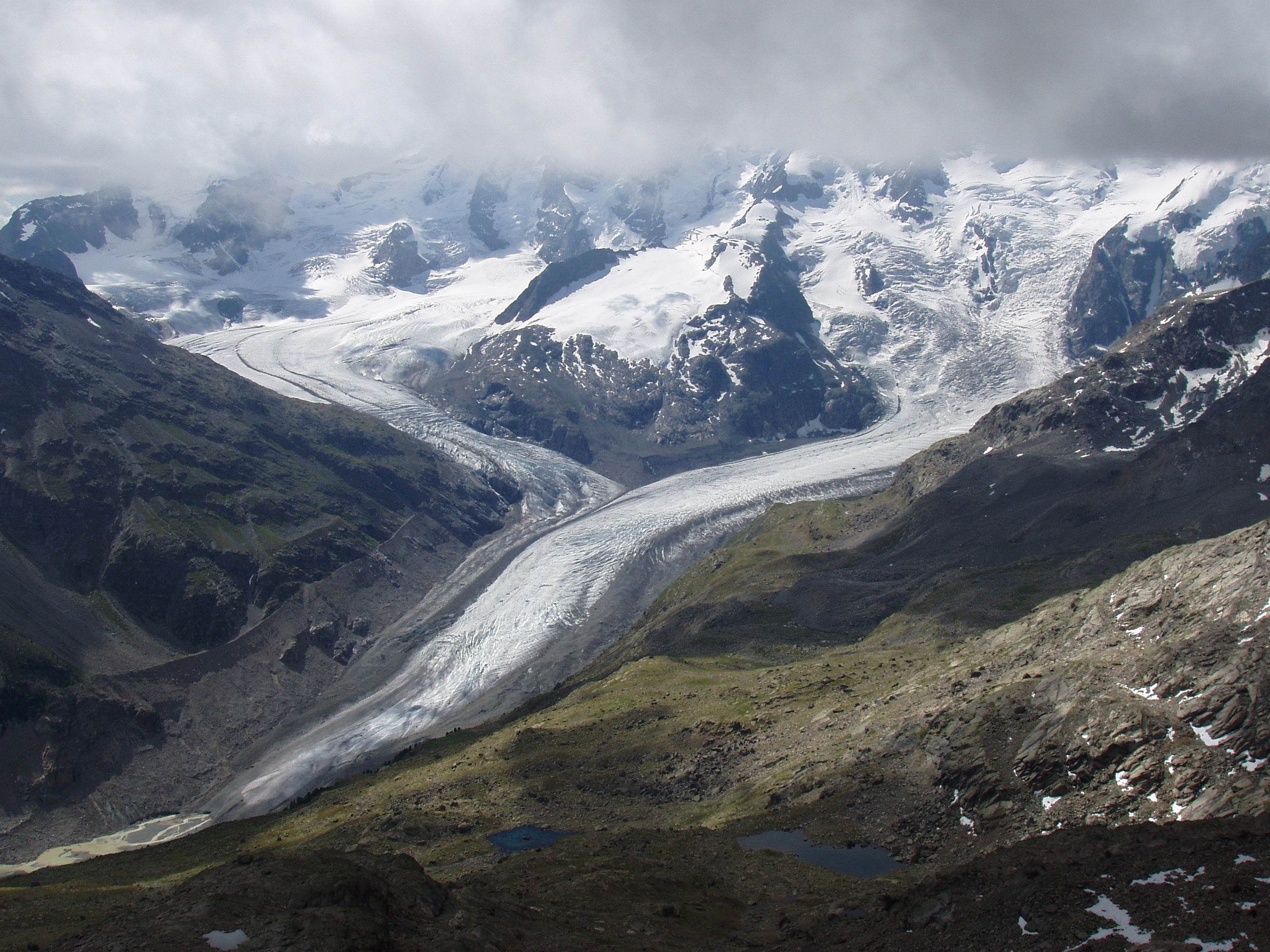
Rechts de Morteratsch- en links de Persgletsjer in 2005

### Europa

#### Alpen
Er is in de Alpen tussen 1950 en 1980 een periode geweest dat de gletsjers niet aan volume verloren, maar onderzoekers constateerden dat de gletsjers in de Alpen daarna weer sneller afnamen. De gletsjers in de Alpen zijn sinds de eeuwwisseling met 40% afgenomen.
De zes grootste gletsjers van Frankrijk zijn in omvang aan het afnemen. Op de Mont Blanc, de hoogste berg van de Alpen, is sinds 1870 de Argentière-gletsjer 1150 m korter geworden. Ook de andere gletsjers op de Mont Blanc werden korter. Daaronder is ook de Mer de Glace, met 12 km de grootste Franse gletsjer, die tussen 1994 en 2008 500 meter korter is geworden. Sinds het einde van de Kleine IJstijd bedroeg de terugtrekking 2300 m. De Bossonsgletsjer die in 1900 vanaf de top op 4807 meter hoogte tot een niveau van 1050 m naar beneden kwam, kwam in 2008 niet lager dan 1400 m boven zeeniveau.
In een studie gepubliceerd in 2009 door de Universiteit van Zürich waren sinds 1973 van de 89 gletsjers er 76 afgenomen, 5 gelijk gebleven en 8 aangegroeid. De Triftgletsjer liet de grootste afname zien en verloor tussen 2003 en 2005 350 meter lengte. De Aletschgletsjer is de grootste gletsjer van Zwitserland en wordt gevolgd sinds het eind van de 19e eeuw. De lengteafname tussen 1880 en 2009 bedroeg 2,8 km.
De Morteratschgletsjer in Zwitserland wordt gemeten en bestudeerd sinds 1878. De terugtrekking tussen 1878 en 1998 bedroeg 2 km met een gemiddelde van 17 meter per jaar. Dit langjarig gemiddelde werd flink overschreden in de jaren 1999-2005 toen het 30 m. per jaar was. In Italië worden de meeste gletsjers ook kleiner. Om de situatie van de gletsjers in Noord-Italië vast te stellen werden luchtfoto's en grondfoto's van rond 1950 en het begin van de 21e eeuw vergeleken. De doorgaans kleinere gletsjers in dat gebied werden de helft kleiner.
Als oorzaak van het kleiner worden van gletsjers in de Alpen sinds 1850, kan een afname van hun albedo worden genoemd, veroorzaakt door industriële zwarte koolstof, zodat ze iets minder zonlicht weerkaatsen. Dit kan de afname van gletsjers in Europa hebben bespoedigd, terwijl ze anders tot rond 1910 waren gegroeid.

#### Noord-Europa

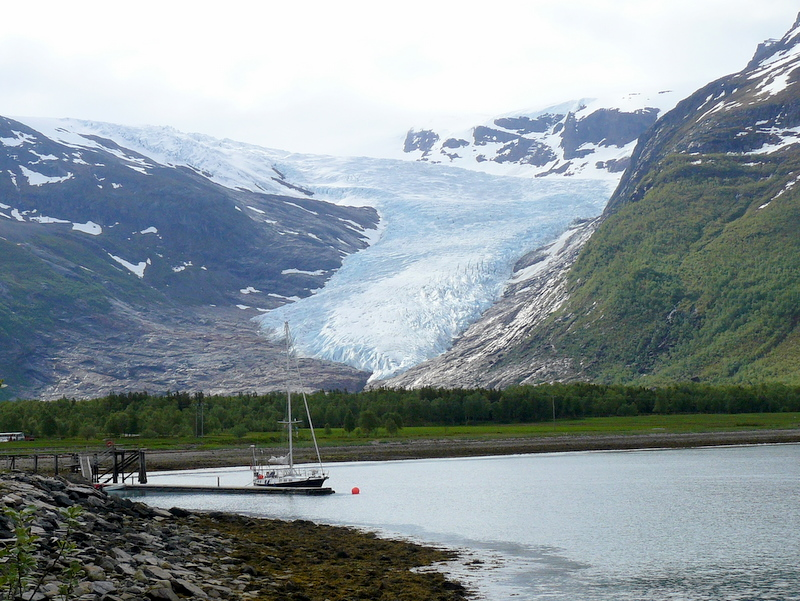
Engabreengletsjer

De gletsjers in het Noord-Europa worden ook kleiner. De Storgletsjer in Groenland wordt sinds het eind van de Tweede Wereldoorlog door het Tarfala research station onderzocht. In het Kebnekaise gebergte van Noord-Zweden bleken 14 gletsjers zich tussen 1990 en 2001 terug te trekken, een was toegenomen en een stabiel gebleven. In Noorwegen worden gletsjers sinds 1990 onderzocht. In het binnenland namen ze in omvang af terwijl ze langs de kust in de jaren 90 toenamen. Nadien zijn door verminderde sneeuwval de meeste gletsjers significant afgenomen. Een onderzoek van 31 Noorse gletsjers in 2010 gaf te zien dat 31 aan het terugtrekken waren, een was onveranderd en drie groeiden. In 2013 waren er van de 33 onderzochte 26 aan het afnemen, 4 onveranderd en 3 aangegroeid.
De Engabreengletsjer van het Svartisen ijsveld, kende in de 20e eeuw diverse perioden van aangroei maar werd tussen 1999 en 2014 ongeveer 200 m korter. De Engabreengletsjer kwam tot zeven meter boven zeeniveau en werd daarmee de laagst liggende gletsjer in Europa. De Briksdalsbreen werd korter. Vier gletsjers van het Jostedalsbreen ijsveld, het grootste op continentaal Europa, werden van eind 2005 tot eind 2006 meer dan 100 m korter.

#### Pyreneeën
Recente studies hebben laten zien, dat gletsjers in de Spaanse Pyreneeën op het Maladeta massief gedurende 1981–2005 in omvang en lengte minder zijn geworden. De oppervlakte van de gletsjers nam met 35% van 241 hectare tot 155 ha af. 50 tot 60% van het met ijs bedekte gebied is sinds 1991 verloren gegaan. De Balaitus, Perdigurero en La Munia gletsjer zijn in deze periode verdwenen.

### Siberië
Siberië heeft gletsjers in de Altaj, Verchojanskgebergte, Tsjerskigebergte en Soentar-Chajata; mogelijk nog een paar kleine nabij het Baikalmeer die nooit zijn geobserveerd en sinds 1989 mogelijk verdwenen. De gletsjers in het Aktru River Basin in het Altajgebergte namen tussen 1952 en 2006 met 7,2% af. De afname deed zich voornamelijk voor aan het einde van de gletsjers; ze werden enkele honderden meters korter.
Kamtsjatka dat aan zee ligt en waar in de winter veel sneeuw valt, heeft een ijsbedekking van ongeveer 906 km² en in 2010 een aantal van 448 gletsjers. Ondanks veel sneeuw in de winter en koele temperaturen in de zomer zorgen de grote regenval in de zomer op de Koerilen en Sachalin voor een per saldo afsmelting, ook op de hoogste toppen. Op het Tsjoektsjenschiereiland aan de noordoostkust van Siberië komen veel kleine gletsjers voor maar de ijsbedekking is in totaal niet groter dan 300 km².
Gegevens over de afname van de ijsmassa's in deze gebieden zijn minder nauwkeurig. Sinds het eind van de communistische periode is er een flinke afname van het aantal waarnemers. Een tweede reden is dat werd gedacht dat in de bergketens van Werchojansk en Tsjerski geen gletsjers voorkwamen, tot ze in de jaren na 1940 werden ontdekt. In de afgelegen gebieden van Kamtsjatka en Tsjoektsjen, al waren daar gletsjers bekend, is de observatie ervan pas na de Tweede Wereldoorlog begonnen. Ondanks dat duiden de beschikbare gegevens erop dat alle gletsjers in Siberië met uitzondering van de vulkaangletsjers op Kamtsjatka kleiner worden. De gletsjers van Jakoetië met een oppervlakte van 70 km² zijn sinds 1945 met 28% afgenomen. Die afname is in de Altai, het Tsjoektsjenschiereiland en de niet-vulkanische gebieden van Kamtsjatka zelfs nog beduidend groter.

### Azië

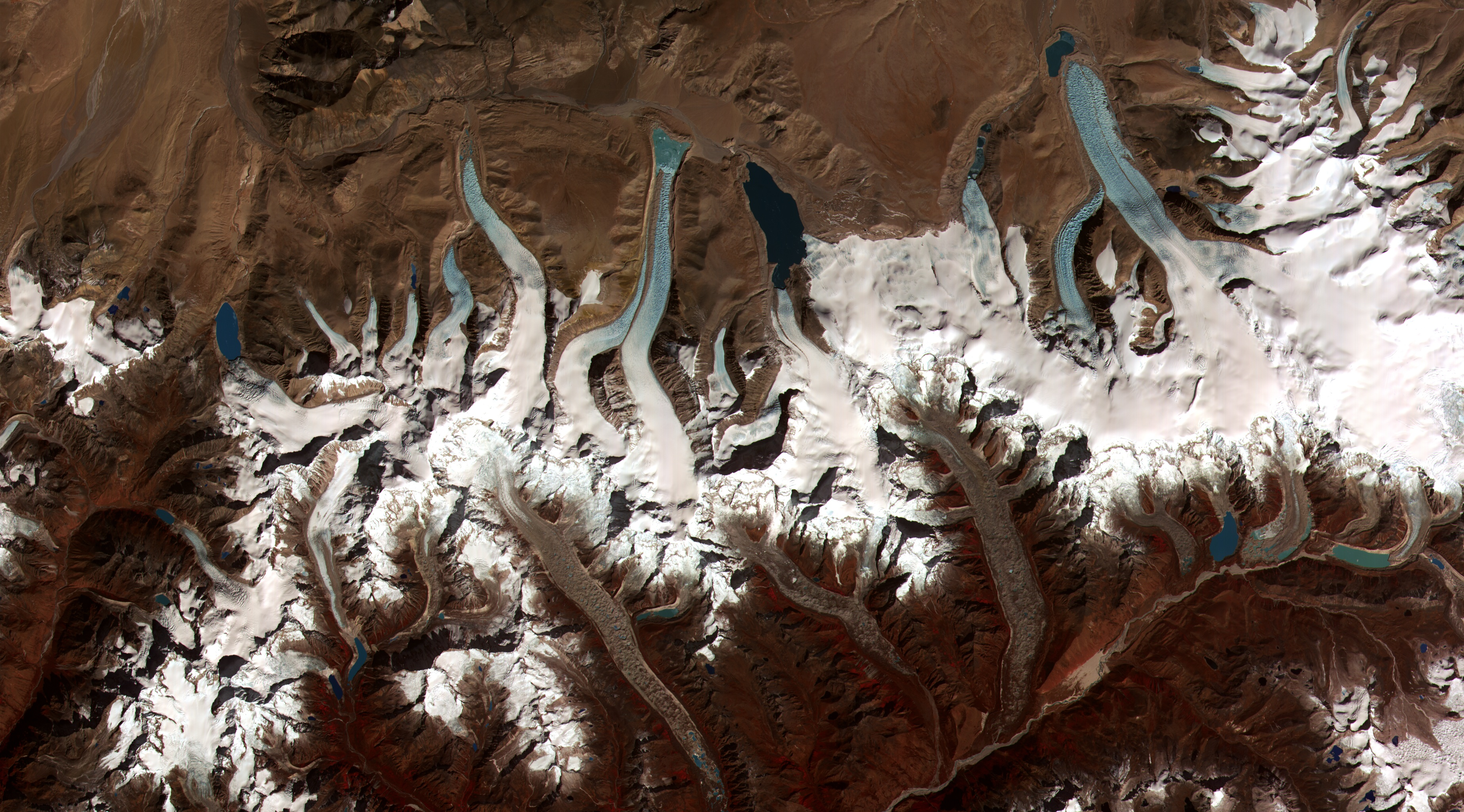
Satellietfoto, die de vorming van meren toont aan de uiteinden van terugtrekkende gletsjers in Bhutan, in de Himalaya

De Himalaya en andere bergketens in Centraal-Azië hebben grote met ijs bedekte gebieden, de grootste op aarde buiten de polen. Ze voorzien voor een deel in de waterbehoefte van westelijk China, Pakistan, Afghanistan en India. Zoals elders laten deze gletsjers een afname zien; onderzoekers stellen dat tussen 1970 en 2000 de ijsmassa met 9% is gereduceerd. Het is te verwachten dat een derde van de gletsjers in de Himalaya en de Hindoekoesj deze eeuw smelt.
In de Wakhan Corridor in Afghanistan zijn 28 van de 30 onderzochte gletsjers tussen 1976 en 2003 met gemiddeld 11 meter per jaar teruggetrokken. Een ervan, de Zemestangletsjer, werd in deze periode 460 meter korter, bijna 10% van zijn 5,2 km lengte. Van de 612 gletsjers die tussen 1950 en 1970 in China werden gevolgd was 53% kleiner aan het worden, dat was na 1990 bij 95% het geval. Alle gletsjers in de omgeving van de Mount Everest zijn aan het krimpen. De Rongbukgletsjer die richting Tibet stroomt wordt per jaar 20 meter korter. In de Khumbu regio van Nepal werden tussen 1976 en 2007 alle 15 gletsjers kleiner, gemiddeld met 28 meter per jaar. De bekende Khumbugletsjer werd in een tempo van 18 meter per jaar korter. In India is de Gangotrigletsjer tussen 1936 en 1996 in totaal 1147 meter korter geworden waarvan 850 in het laatste kwart van de 20e eeuw. De lengte bedraagt echter nog altijd meer dan 30 km. In Sikkim werden 26 gletsjers tussen 1976 en 2005 13 meter per jaar korter.
Het enige gebied in de Himalaya waar gletsjergroei voorkomt is het Karakoramgebergte, en dan alleen bij gletsjers in de hoogste delen. Dit wordt toegekend aan mogelijk hogere neerslag en de extra druk die van de toegenomen sneeuwmassa uitgaat en de gletsjertongen verder omlaag duwt. De 68 km lange Biafogletsjer werd tussen 1997 en 2001 in zijn middendeel 10 tot 25 meter dikker hoewel hij niet langer werd.
Door de geschetste ontwikkeling zijn een aantal nieuwe meren ontstaan. De kans op plotselinge overstromingen is toegenomen. Men schat dat 21 meren in Nepal en 24 in Bhutan een bedreiging vormen als hun eindmorene het zou begeven. Een doorbraak van gletsjermeerwater was er in 1994 in Bhutan de oorzaak van dat 23 mensen stierven.
Gletsjers in Kirgizië vertoonden tussen 1943 en 1977 een kleine achteruitgang, maar hun afname versnelde zich tussen 1977 en 2001. Ze verloren daarbij 20% van hun massa. In het Tiensjangebergte van Kirgizië, China en Kazachstan, hebben gletsjers in het noordelijk deel, die droge gebieden van water voorzien, tussen 1955 en 2000 bijna 2 km³ ijs verloren.
De ongeveer 8000 gletsjers in Tadzjikistan zijn over het algemeen kleiner aan het worden. Ze verloren in de 20e eeuw 20 km³. De 70 km lange Fedsjenkogletsjer, de grootste buiten de arctische en gematigde streken op aarde, werd tussen 1933 en 2006 1 km korter en verloor tussen 1966 en 2000 44 km² aan oppervlakte.

### Amerika

#### Alaska

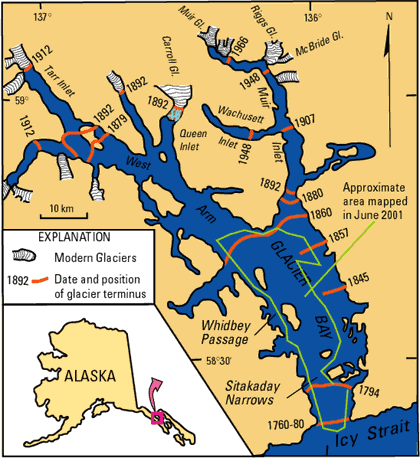
Glacier Bay

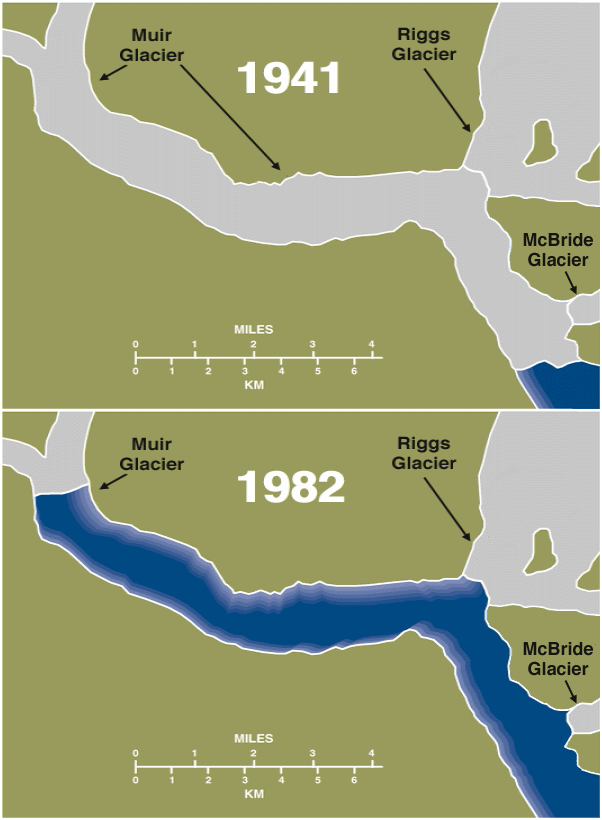
Afname van de Muirgletsjer van 1941 tot 1982

Alaska heeft duizenden gletsjers, slechts enkele hebben een naam. De Columbiagletsjer bij Valdez in Prince William Sound is de laatste 25 jaar 15 km korter geworden en de Valdez Glacier is de laatste eeuw 90 meter dunner geworden. "Een onderzoek vanuit de lucht in 2005 van gletsjers langs de kust, waarvan vroeger ijs afkalfde met de getijdenbeweging, laat zien dat ze snel kleiner worden." De Icy Bay in Alaska wordt door drie grote gletsjers gevoed: Guyot, Yahtse, en Tyndall Glaciers, die alle in lengte, oppervlakte en dikte zijn verminderd. De Tyndall Glacier is sinds 1960 24 km korter geworden, ongeveer 500 meter per jaar.
De 19 tongen van het Juneau-ijsveld worden sinds 1946 gemonitord. Een ervan, de Taku Glacier, werd langer. Alle andere zijn 1 tot 5,4 km korter geworden. Taku Glacier is ten minste sinds 1890 aan het toenemen, toen John Muir waarnam dat van de voorzijde ijsbergen afkalfden. De aangrenzende fjord was er in 1948 mee gevuld, er vond geen afkalving meer plaats en de gletsjer kon zijn opmars voortzetten. De gletsjer bevond zich in 2005 op slechts 1,5 km van Taku Point en blokkeerde de Taku Inlet. De voortgang bedroeg tussen 1988 en 2005 gemiddeld 17 meter per jaar, maar het volume is minder geworden, waardoor in de toekomst de lengtegroei kan verminderen.
Herhaalde diktemetingen van 67 gletsjers geven een versnelde afname van de dikte te zien als de periode 1950 tot 1995 vergeleken wordt met 1995 tot 2001: respectievelijk 0,70 en 1,80 meter per jaar. De gletsjers worden dus niet alleen korter maar ook dunner.

#### Canada

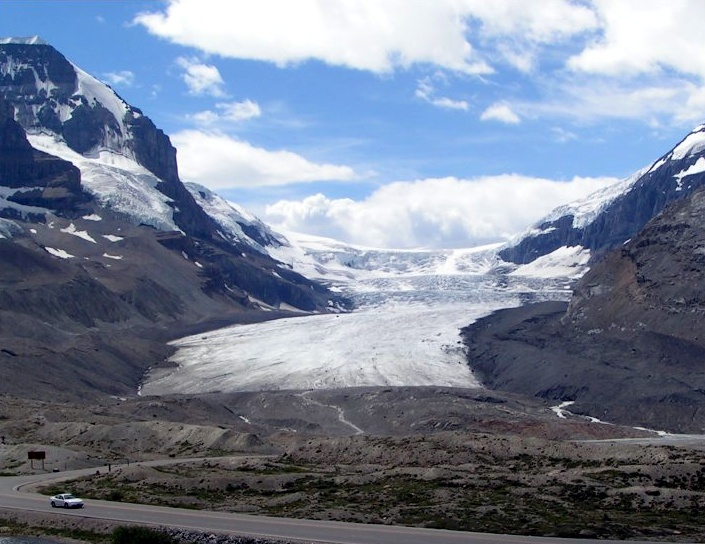
Athabascagletsjer

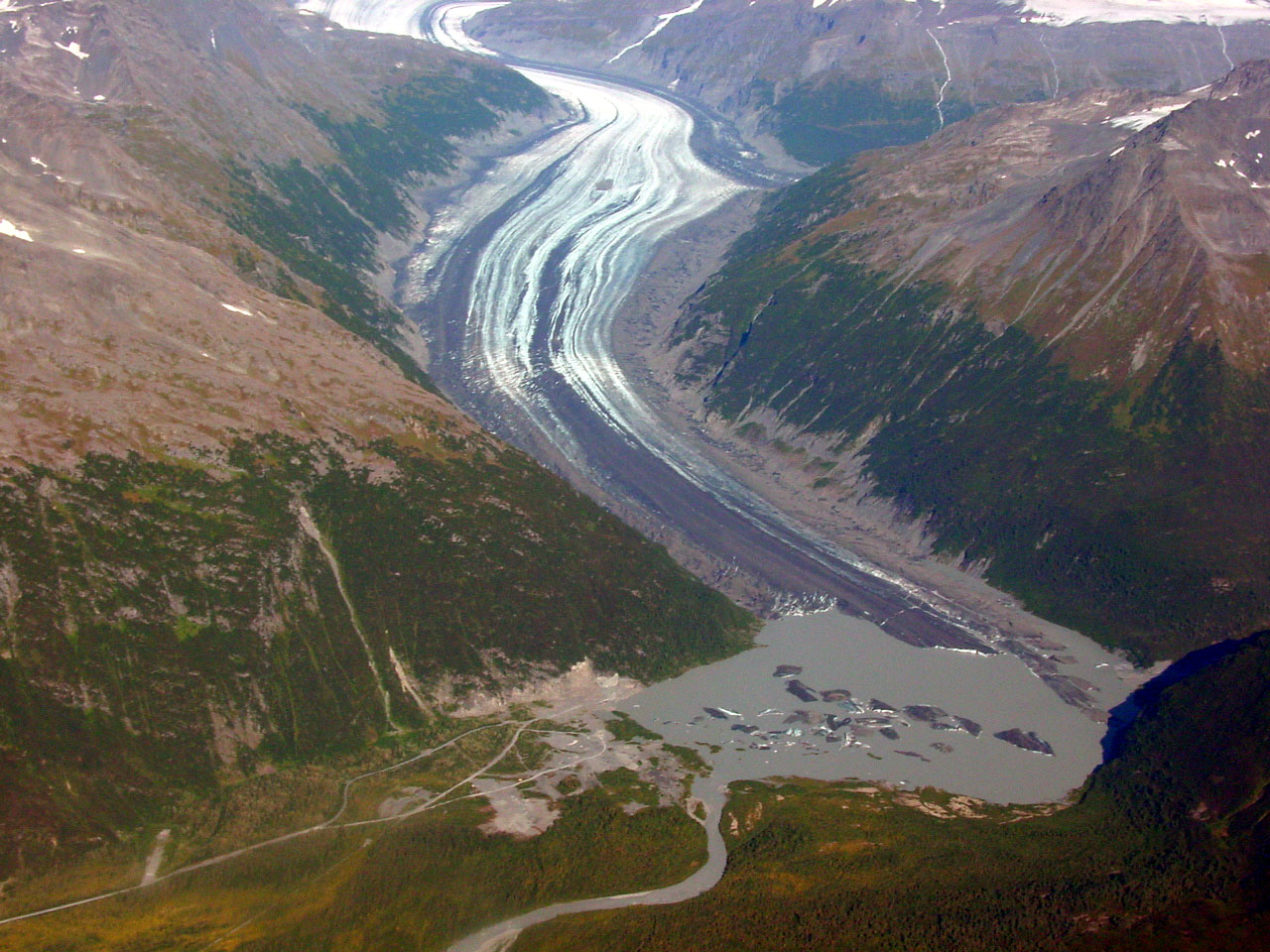
Valdez Glacier

Er zijn meer gletsjers in de Rocky Mountains in Canada groter en ze liggen meer verspreid dan in de Verenigde Staten. Een van de toegankelijkste is de Athabascagletsjer, die uit het Columbia-ijsveld met een oppervlak van 325 km² komt. De Athabascagletsjer is sinds het eind van de 19e eeuw 1500 meter korter geworden. De gletsjer werd tussen 1950 en 1980 minder snel kleiner, maar sindsdien trekt de gletsjer zich weer sneller terug. De Peytogletsjer in Alberta bedekt een gebied van 12 km². Deze werd in de eerste helft van de 20e eeuw snel kleiner, bleef in 1966 nog ongeveer even groot, maar wordt sinds 1976 weer kleiner.
De Illecillewaetgletsjer in het Glacier National Park in Brits-Columbia, deel van de Selkirk Mountains, ten westen van de Rocky Mountains, is sinds de eerste foto's in 1887 2 km korter geworden.
In het Garibaldi Provincial Park in het zuidwesten van Brits-Columbia was meer dan 505 km² of 26% van het park, aan het begin van de 18e eeuw met ijs bedekt. De ijsbedekking nam af tot 297 km² rond 1987–1988 en tot 245 km² in 2005. Het verlies van 50 km² in de laatste 20 jaar komt overeen met de totale hoeveelheid ijs die er in het hele gebied minder kwam. Alle 9 onderzochte gletsjers zijn in belangrijke mate korter geworden.

#### Verenigde Staten
De Easton Glacier in de staat Washington zal waarschijnlijk steeds langzamer inkrimpen tot de helft van zijn huidige omvang en dan stabiliseren. Het bovenste deel ervan is in goede conditie en met sneeuw bedekt. De Grinnell Glacier in Montana zal waarschijnlijk steeds sneller inkrimpen en verdwijnen. Zelfs het hoogste deel hiervan is niet met sneeuw bedekt en wordt dunner. Dat zal bij de kleinere gletsjers gebeuren met een gering hoogteverschil tussen het bovenste en onderste deel.

#### Cascaden

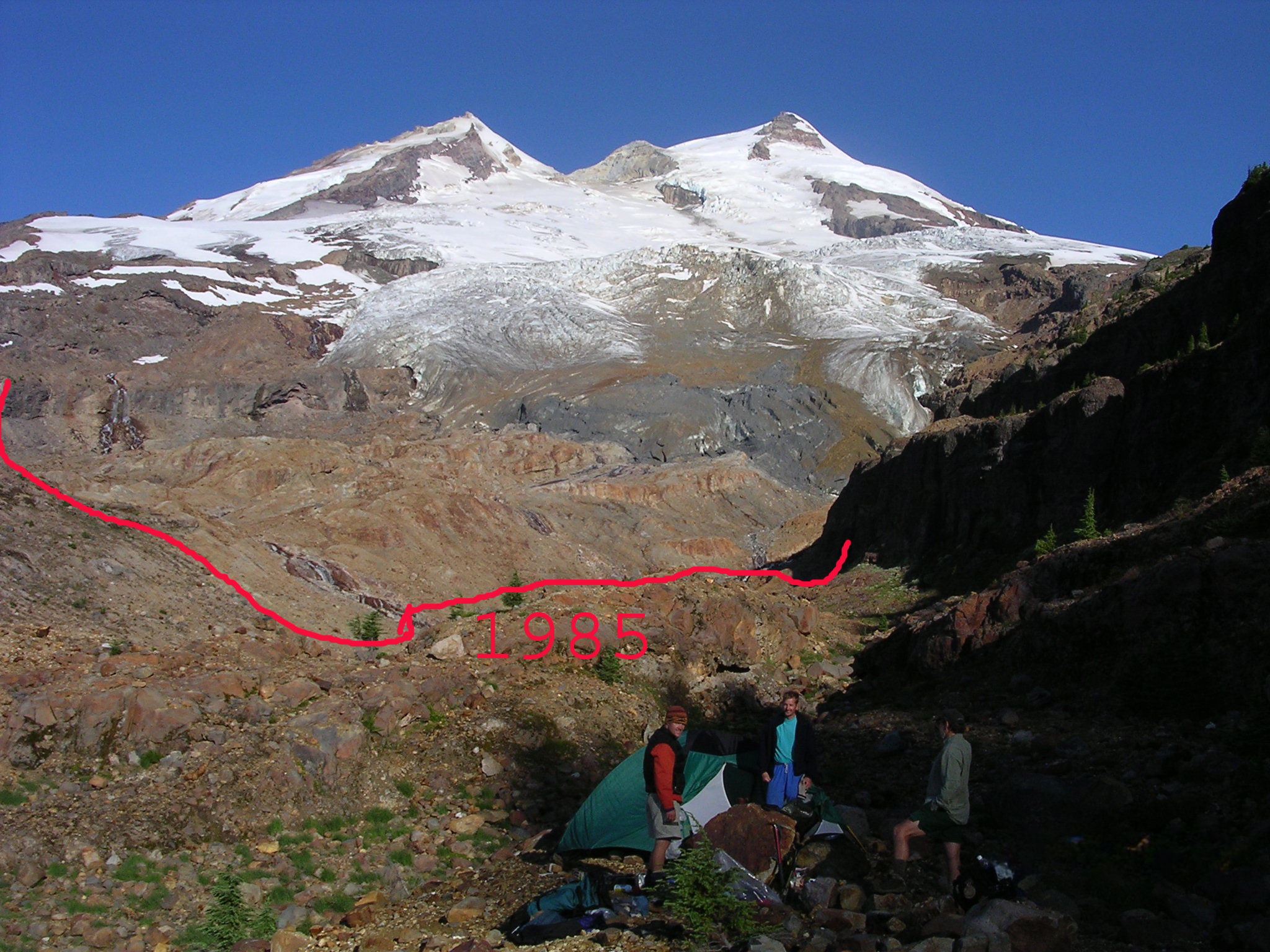
Bouldergletsjer in 2003

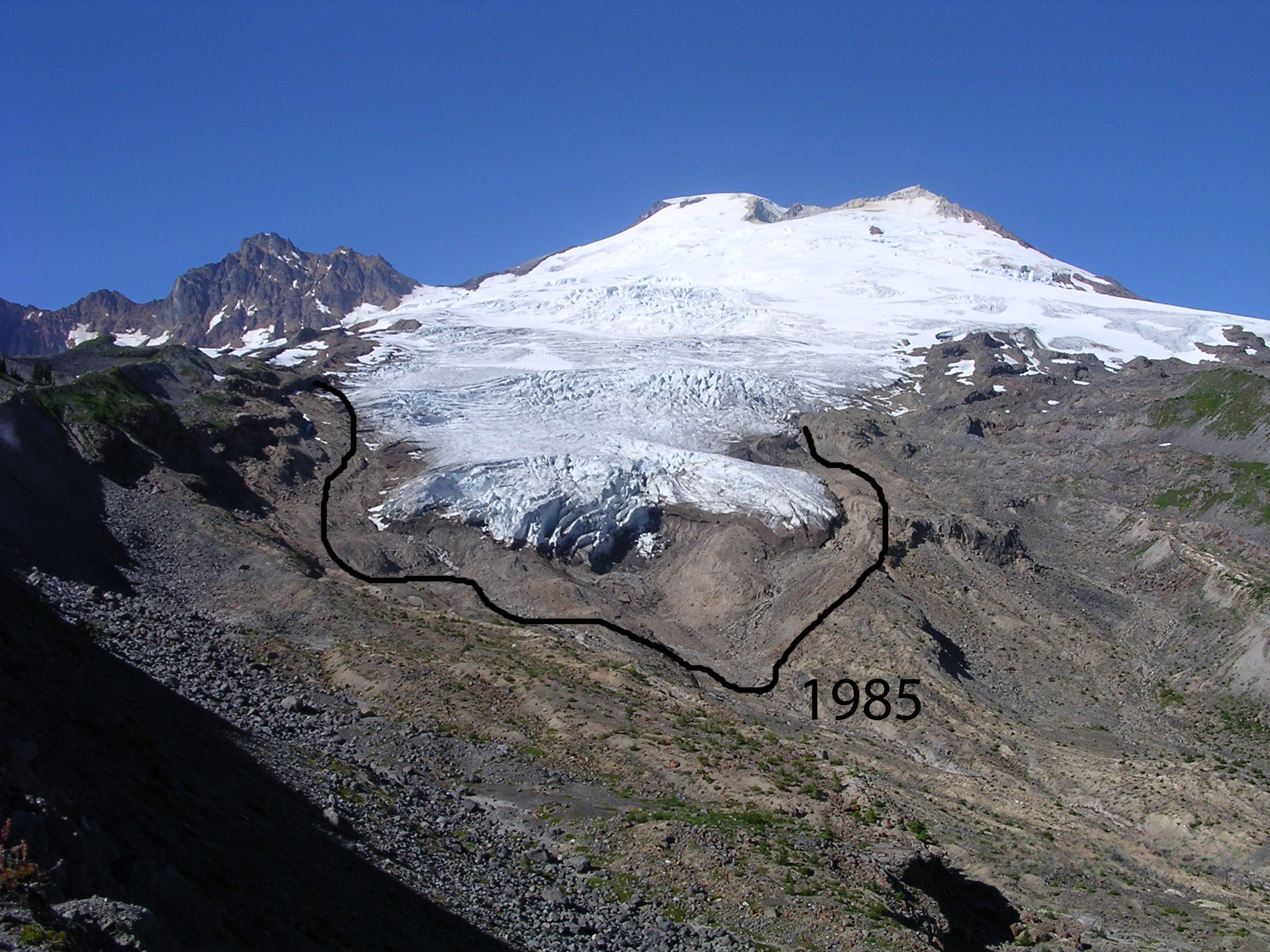
De Easton Glacier werd 255 meter korter tussen 1985 en 2005.

De Cascade Range in westelijk Noord-Amerika strekt zich van zuidelijk Brits-Columbia in Canada tot het noorden van Californië uit. Ongeveer de helft van de gletsjers in de V.S. uitgezonderd Alaska bevinden zich in het North Cascades National Park, ongeveer 700 in totaal.
Door een periode van koeler weer met meer neerslag, die van 1944 tot 1976 duurde, namen de gletsjers in de Noord-Cascaden nog tot 1975 in lengte toe, maar zijn sindsdien in toenemend tempo aan het afnemen. De gletsjers in dit gebied werden tussen 1984 en 2005 gemiddeld 12,5 meter minder dik en verloren 20% tot 40% van hun volume.
Glaciologen die hier onderzoek doen constateerden dat de 47 opgemeten gletsjers zich terugtrekken en dat vier ervan: de Spidergletsjer, de Lewisgletsjer, de Milk Lakegletsjer en de Davidgletsjer, na 1985 geheel zijn verdwenen. Een duidelijk voorbeeld is de White Chuck Glacier, in de buurt van de Glacier Peak, die in 1958 een oppervlak van 3,1 km² had en in 2002 van 0,9 km². De Bouldergletsjer op de Mount Baker nam tussen 1850 en 1950 2600 m en tussen 1985 en 2003 450 meter in lengte af. William Long van de United States Forest Service merkte op dat de gletsjer in 1953 door koeler en natter weer langer werd. De lengte was in 1979 743 meter toegenomen. Een periode van minder sneeuwval in de winter en hogere temperaturen in de zomer in de jaren van 1987 tot 2005 leidde tot een afname van 450 meter. De sneeuwdikte in de winter in dit deel van de Cascaden is sinds 1946 met 25% afgenomen en de zomertemperaturen zijn er met 0,7 °C gestegen. Twee derde van de geobserveerde North Cascade-gletsjers waren in 2005 snel aan het afnemen.

#### Rocky Mountains
Op de hellingen van het Glacier National Park in Montana, zijn de gletsjers snel aan het afnemen. De omvang van iedere gletsjer wordt al gedurende tientallen jaren door de National Park Service en de U.S. Geological Survey in kaart gebracht. Vergelijking van foto's uit het midden van de 19e eeuw met huidige afbeeldingen tonen veel bewijs van een flinke terugtrekking sinds 1850. De grotere gletsjers zijn nu ongeveer 1/3 van hun omvang van 1850, veel van de kleinere gletsjers zijn geheel verdwenen. Slechts 27% van het Glacier National Park gebied dat in 1850 met ijs bedekt was, 99 km², was dat nog steeds in 1993. Onderzoekers denken dat omstreeks 2030 het grootste deel van het gletsjerijs in Glacier National Park zal zijn verdwenen tenzij huidige klimaatontwikkelingen zich wijzigen. De Grinnell Glacier is een van de vele gletsjers in het Glacier National Park die al verschillende decennia fotografisch goed zijn gedocumenteerd.
In het semiaride klimaat van Wyoming kunnen zich in het Grand Teton National Park nog een tiental gletsjers handhaven, die over de laatste 50 jaar alle een afname vertonen. Het wordt verwacht dat de Schoolroom gletsjer ten zuidwesten van de Grand Teton rond 2025 wordt is verdwijnen. Onderzoek tussen 1950 en 1999 liet zien dat de gletsjers in het Bridger-Teton National Forest en het Shoshone National Forest in die periode met meer dan met 1/3 zijn afgenomen. Foto's tonen dat ze half zo groot zijn als toen ze eind 19e eeuw voor het eerst werden gefotografeerd. De grote Gannettgletsjer op de Gannett Peak heeft sinds 1920 50% van zijn volume verloren. Glaciologen verwachten dat de overblijvende gletsjers in Wyoming in het midden van de 21e eeuw zijn verdwenen als de klimaatontwikkeling voortgaat.

#### Zuid-Amerika
Venezuela is het eerste land in de wereld waar gletsjers hebben gelegen, maar die nu allemaal weg zijn.
Meer dan 80% van het gletsjerijs in de noordelijke Andes bevindt zich op de hoogste delen in kleine velden van ongeveer 1 km² grootte. Observaties van de Chacaltajagletsjer in Bolivia en de Antizana Glacier in Ecuador tussen 1992 en 1998 lieten zien dat ze per jaar tussen de 0,60 m en 1,90 m dikte verloren. De Chacaltaya verloor sinds 1940 ongeveer 90% van zijn massa en het wordt verwacht dat die rond 2015 is verdwenen. De gletsjers op de toppen van de Nevado del Ruiz in Colombia hebben in de laatste 40 jaar meer dan de helft van hun oppervlak verloren. De Andes is meer naar het zuiden in Peru zijn hoger, de gletsjers hebben daar een totale oppervlakte van ruim 700 km².
De Quelccaja-ijskap in Peru is in de tropen de grootste in de wereld, ze zijn allemaal aan het afnemen. De Qori Kalisgletsjer is er een van, deze is tussen 1995 en 1998 met 155 m per jaar korter geworden. Het smeltwater heeft sinds 1983 ervoor gezorgd dat er een groot meer is ontstaan.

Inkrimping San Rafaelgletsjer 1990–2000 in Patagonië

Grote bewoonde gebieden in de omgeving van de centrale en zuidelijke Andes in Argentinië en Chili, waaronder Patagonië, kennen een vrij droog klimaat en zijn voor de waterbehoefte afhankelijk van de gletsjers daar. Dit water voedt tevens rivieren die soms voor waterkrachtcentrales zijn afgedamd. Mogelijk zijn de grote ijskappen op de Andes rond 2030 verdwenen. In Patagonië zijn ze sinds het eind van de 19e eeuw 10 km korter geworden. Ook is geconstateerd dat de Patagonische gletsjers sneller kleiner worden dan waar ook ter wereld. Het Noord-Patagonisch ijsveld verloor tussen 1945 en 1975 93 km² en van 1975 tot 1996 174 km², een verlies van 8%. 42 gletsjers in het Zuid-Patagonisch ijsveld werden tussen 1944 en 1986 minder groot, vier bleven gelijk en twee vertoonden een toename. De grootste afname was bij de O'Higginsgletsjer, die van 1896 tot 1995 14,6 km korter werd. De Perito Morenogletsjer is 30 km lang en een belangrijke uitstroom van het ijsveld, tevens de meest bezochte gletsjer van Patagonië. De Perito Morenogletsjer vertoonde tussen 1947 en 1996 regelmatig veranderingen met een netto-groei van 4,1 km lengte. Twee andere belangrijke gletsjers van het zuidelijk veld werden respectievelijk 4,6 km in 21 jaar en 1 km in 13 jaar korter. In het dal van de rivier, die van de Aconcagua afkomt, is het ijsoppervlak met 20% afgenomen, van 151 km² tot 121 km².

### Afrika
Gletsjers komen in de tropen om drie redenen vrij weinig voor. De tropen zijn ten eerste het warmste deel van de aarde. Er zijn ten tweede bijna geen seizoenen, dus geen koudere maanden waarin sneeuw kan cumuleren, en er liggen ten derde in de tropen minder hoge bergen, waar het voldoende koud is dat gletsjers blijven bestaan. Gletsjers in de tropen zijn klein en daarmee gevoeliger voor veranderingen in het klimaat.
Van de tropische gletsjers bevindt zich 99,6% in de noordelijke Andes, 0,25% op het Rwenzori-gebergte, Mount Kenya en de Kilimanjaro in Afrika en 0,11% in Nieuw Guinea.

#### Rwenzorigebergte
Het Rwenzorigebergte op de grens van Congo en Oeganda heeft een hoogste top van 5109 meter. Er is fotografisch bewijs van een flinke afname van met ijs bedekte gebieden in de laatste honderd jaar. Tussen 1955 en 1990 was er een afname van ongeveer 40%. Verwacht wordt dat door de ligging in neerslagrijk gebied, de gletsjers langzamer achteruitgaan dan op de Kilimanjaro of Mount Kenia.

#### Mount Kenya
De Mount Kenya is met een hoogte van 5199 meter de tweede top van Afrika. Er waren volgens onderzoek door de US Geological Survey in 1900 nog 18 gletsjers rond de top, maar daar waren er in 1986 nog maar elf van over. Het totale oppervlakte van de gletsjers was in 1900 nog 1,6 km², maar honderd jaar later in 2000 was dat met 75% afgenomen tot 0,4 km².

#### Kilimanjaro
De Kilimanjaro bestaat uit drie aaneengesloten stratovulkanen: de Shira, de Mawenzi en de Kibo. Er lag in 1900 nog een ijskap over het hele gebied, maar die wordt sindsdien snel kleiner en het is mogelijk dat die in 2030 geheel is verdwenen.

### Oceanië

##### Nieuw-Zeeland

Deze gletsjers in Nieuw-Zeeland bleven de laatste jaren snel in omvang afnemen. Aan de uiteinden zijn groter wordende meren te zien.

De gletsjers zijn in Nieuw-Zeeland sinds 1890 algemeen aan het afnemen, met een versnelling daarvan sinds 1920. De meeste zijn meetbaar kleiner geworden, in de loop van de 20e eeuw is de sneeuwgrens hoger komen te liggen. Er zijn sinds 1980 aan de uiteinden van veel gletsjertongen meren ontstaan met de eindmorene als dam. Het verlies aan ijsvolume op het Zuidereiland bedroeg 34% in de jaren 1976 tot 2014.
Diverse gletsjers, met name de veelbezochte Foxgletsjer en Franz Josefgletsjer aan de westkust, kenden in de jaren 1990 perioden van groei, maar de omvang daarvan is klein vergeleken met de totale afname in de 20e eeuw. Beide zijn nu meer dan 2,5 km korter dan een eeuw geleden. Deze grote, snel voortschuivende gletsjers op steile hellingen zijn gevoelig voor kleine veranderingen in de totale massa. Enkele jaren met meer sneeuwval dan normaal vertalen zich snel in een zichtbare aangroei die weer even snel afneemt als aan deze omstandigheden een eind komt.

##### Nieuw Guinea

Gletsjers op de Puncak Jaya
1850–2003

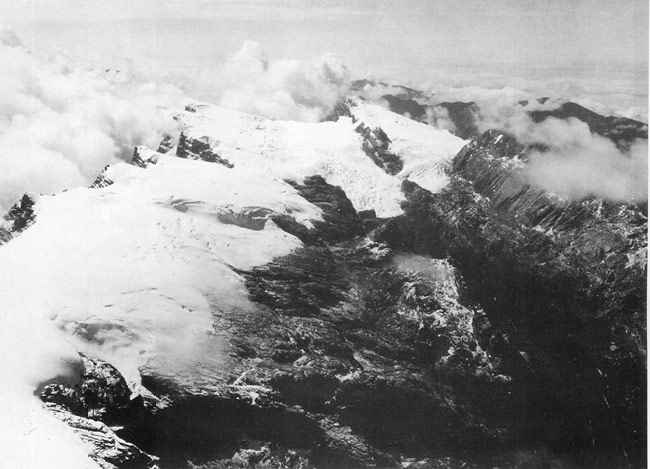
in 1936

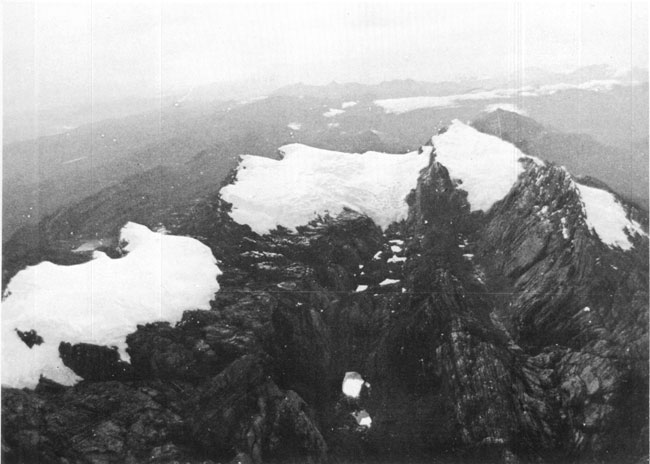
en in 1972

Het bericht van Jan Carstensz uit 1623 over gletsjers op de hoogste bergen van Nieuw-Guinea werd met ongeloof begroet, maar in het begin van de 20e eeuw bleken vijf toppen van het Maokegebergte ijsbedekking te hebben. Door de positie van het eiland in de tropen zijn er bijna geen seizoenen. De hoeveelheid neerslag en bewolking zijn het hele jaar door tamelijk gelijkblijvend en kenden in de loop van de 20e eeuw geen merkbare verandering.
De ijskap van de 4720 m hoge Puncak Trikora, die in 1909 tot beneden 4400 m kwamen, verdween geleidelijk tussen 1939 en 1963. De Puncak Mandala ijskap, ook de Merengletsjer, verdween in de jaren 1990. De Idenburg gletsjer op de Ngga Pilimsit droogde in 2003 op. Er zijn nu alleen nog restanten ijs op de hoogste berg, de Puncak Jaya (4884 m), deze ijsvelden hadden in 1850 naar schatting een oppervlak van 20 km².
Voor de grote afname van de hoeveelheid ijs op deze berg bestaat fotografisch bewijs door vooronderzoek vanuit de lucht voor een beklimming in 1936. 80% van het ijs op de berg verdween tussen 1936 en 2010, twee derde daarvan sinds een andere wetenschappelijke expeditie in de jaren 1970. Dat onderzoek tussen 1973 en 1976 liet zien dat de Merengletsjer 200 meter korter was geworden en de Puncak Jaya-gletsjer 50 meter. Het firnveld op de noordhelling, het grootste overblijfsel van de ijskap op de top van de Puncak Jaya, is na 1942 in twee delen gesplitst. Satellietbeelden van de IKONOS toonden dat in 2002 slechts 2,1 km² ijsveld overbleef, dat tussen 2000 en 2002 het oostelijk firnveld 4,5% verloor, het westelijk 19,4%, de gletsjer op de top 6,8% en dat tussen 1994 en 2000 de Merengletsjer geheel was verdwenen. Een expeditie in 2010 naar de overblijvende gletsjers op Puncak Jaya vond dat het ijs ongeveer 32 meter dik was en in een tempo van 7 meter per jaar dunner werd. De andere gletsjers waren begin 2016 bijna verdwenen.

## Poolgebieden
Hoewel gletsjers van de gematigde breedten en de tropen voor de mens van belang zijn vormen ze slechts een klein deel van de ijsbedekking op aarde. Ongeveer 99% wordt gevormd door ijskappen en gletsjers op Groenland, andere eilanden in het noordpoolgebied en Antarctica. Deze aaneengesloten gebieden met de omvang van een continent en een ijsdikte van 3 of meer kilometer, bedekken het grootste deel van de landmassa's rond de polen. Langs de kusten zorgen gletsjers voor transport naar de oceanen.

### IJsland
Vatnajökull is de grootste ijskap van Europa. De gletsjer ervan, de Breiðamerkurjökull, werd tussen 1973 en 2004 twee kilometer korter. De Breiðamerkurjökull kwam in het begin van de 20e eeuw tot 250 meter van de oceaan, in 2004 lag het uiteinde drie km landinwaarts. Hierdoor ontstond een lagune, de Jökulsárlón, die met afkalvende ijsbrokken is gevuld. Metingen van de massabalans van de IJslandse gletsjers gaven tussen 1987 en 1995 afwisselend positieve en negatieve jaren, maar het aantal negatieve jaren overheerst. De Hofsjökull ijskap had in de jaren 1995–2005 steeds een negatieve balans. De meeste gletsjers namen in de warme jaren tussen 1930 tot 1960 snel in lengte af, dit vertraagde in een koelere periode tot 1970 waarna ze weer gingen aangroeien. Deze fase eindigde rond 1990. De meeste gletsjers op IJsland begonnen na dat jaar door temperatuurstijgingen af te nemen, rond het jaar 2000 waren alle geobserveerde gletsjers aan het afnemen.

### Canada

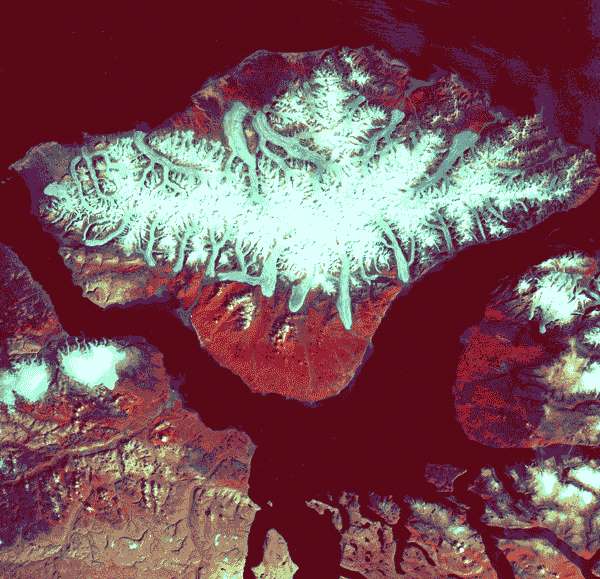
IJskap op Bylot, een van de Canadese Arctische eilanden, 14 augustus 1975 (USGS)

De Canadese Arctische eilanden bevatten na Antarctica en Groenland de grootste hoeveelheid landijs op aarde. De grootste ijskappen zijn die op Baffineiland, Byloteiland en Devoneiland. De gletsjers in Noord-Canada bleven tussen 1960 en 2000 bijna in evenwicht, sindsdien is er sprake van een scherpe afname van hun massa door hogere zomertemperaturen. Ze verloren van 2007 tot 2009 per jaar 92 gigaton aan massa.
Andere studies tonen dat de Devon ijskap tussen 1960 en 1999 ongeveer 67 km³ ijs verloor. Alle grote gletsjertongen aan de oostkant werden sinds 1960 1 tot 3 km korter. De Simmon ijskap op Ellesmere-eiland nam sinds 1959 met 47% in oppervlakte af. Op 13 augustus 2005 brak het Ayles ijsveld los van de noordkust van dit eiland. Het 66 km² grote veld dreef de Noordelijke IJszee in. In 2002 was al een ijsveld van Ward Hunt afgebroken. Ward Hunt verloor in de 20e eeuw 90% van zijn oppervlakte.

### Noord-Europa
Een groot deel van Spitsbergen is met gletsjers bedekt. De Hansbreen is tussen 1936 en 1998 1,8 km korter geworden. De Blomstrandbreen is de laatste 80 jaar ongeveer 2 km korter geworden, dit gebeurt sinds 1960 in een tempo van 35 meter per jaar, na 1995 sneller. Midre Lovenbreen werd tussen 1977 en 1995 200 meter korter. De kustlijn op Nova Zembla bestond in 1952 voor 208 km uit gletsjerijs, maar dat was in 1993 afgenomen met 8% tot 198 km.

### Groenland

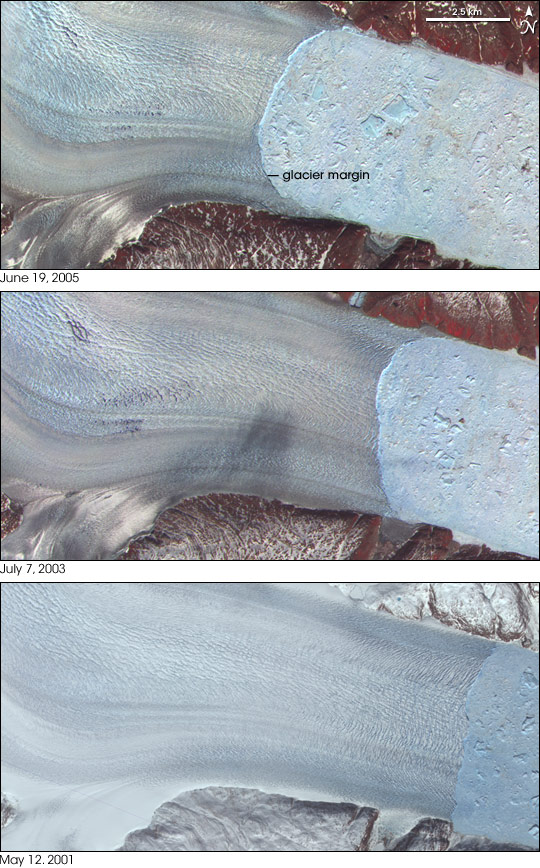
Terugtrekking van de Helheimgletsjer, Groenland

Het nettoverlies van de Groenlandse ijskap is de laatste jaren ruim verdubbeld van 90 km³ tot 220 km³ per jaar. Geconstateerd werd dat de toename van de afsmelting wijdverbreid was en in 2005 vrijwel alle gletsjers ten zuiden van 70° NB betrof. Diverse zeer grote gletsjers die lang stabiel waren, lieten na het jaar 2000 een afname zien. Drie onderzochte gletsjers, de Helheimgletsjer, Kangerdlugssuaq gletsjer en Jakobshavngletsjer, draineren samen meer dan 16% van de ijskap. Luchtfoto's van rond 1950 en 1970 tonen dat de voorkant van de Helheim decennialang op dezelfde plaats lag, maar dat de gletsjer zich in 2001 snel begon terug te trekken en in 2005 7,2 m korter was geworden.
De Jakobshavngletsjer in West-Groenland was de afgelopen halve eeuw de snelst bewegende gletsjer ter wereld, voortschuivend met een snelheid van 24 meter per dag. Het uiteinde lag ten minste sinds 1950 op dezelfde plaats, maar in 2002 begon de 12 km lange drijvende gletsjertong aan een fase van snel verval waarbij brokken van de voorkant afbraken en de lengte met 30 meter per dag afnam. De Kangerdlugssuaq gletsjer die tussen 1988 en 2001 met een snelheid van 15 meter per dag voortschoof deed dat in de zomer van 2005 met een snelheid van 40 meter per dag en werd tegelijk korter. Daarbij was de dikte met meer dan 100 meter afgenomen.

### Antarctica

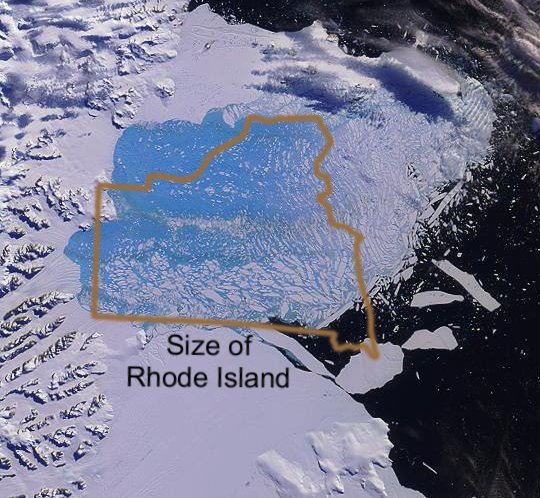
De uiteenvallende Larsen-B Ice Shelf op Antarctica is even groot als de Amerikaanse staat Rhode Island.

De ijskap op Antarctica is de grootste ijsmassa ter wereld. Het bedekt bijna 14 miljoen km² en bevat ongeveer 30 miljoen km3 ijs. Ongeveer 90% van het zoete water van de aarde ligt hier opgeslagen. Als het zou smelten, zou de zeespiegel 58 meter stijgen. De gemiddelde temperatuur over het hele continent stijgt sinds 1957 met ruim 0,05 °C per 10 jaar.
De Antarctische ijsmassa wordt door de Trans-Antarctische rug in twee delen gesplitst. Het oostelijk deel rust op een grote landmassa, de ondergrond van het westelijk deel ligt plaatselijk 2500 meter beneden zeeniveau. Aan de randen van het westelijk deel gaat de ijskap over in drijvende ijsvelden zoals het Rossijsplateau, het Filchner-Ronne-ijsplateau en gletsjers die afwateren in de Amundsenzee.
Het Larsenijsplateau op het Antarctisch Schiereiland verloor 2500 km² tussen 1995 en 2001. In een periode van 35 dagen in 2002 viel ongeveer 3250 km² in twee delen uiteen, Larsen-A en -B. Er werd in 2015 voorspeld dat het overblijvende Larsen B gedeelte rond 2020 uiteen zou zijn gevallen. Er brak in juli 2017 een groot stuk met een oppervlak van 5800 km² van de ijsplaat Larsen C af, die hierdoor 12% van zijn massa verloor. Vermoed wordt dat ook Larsen C verder zal desintegreren. De Jones Ice Shelf had in 1970 een oppervlakte van 35 km² maar was in 2008 verdwenen. De Wordie Ice Shelf was in 1950 1500 km² groot, in 2000 was nog 1400 km² over. De Prince Gustav Ice Shelf nam af van 1600 km² naar 1100 km² in 2008. Er ontstond een snellere afstroming van ijsmassa's vanaf het continent toen de drijvende ijsmassa's kleiner waren geworden en daardoor minder weerstand boden aan de gletsjers die vanaf het vasteland komen. Op het enige deel van Antarctica, dat zich een stuk ten noorden van de poolcirkel uitstrekt, bevinden zich honderden zich terugtrekkende gletsjers. In een onderzoek betreffende 244 gletsjers zijn er 212 gemiddeld 600 meter korter geworden vergeleken met de eerste meting in 1953.
De Ross Ice Shelf is het grootste ijsveld van Antarctica. Het is een gebied van ongeveer 510.000 km², ruwweg de grootte van Frankrijk. De Wilkins Ice Shelf had in 1998 een oppervlakte van 16.000 km² toen in dat jaar 1000 km² verloren ging. Er ontstonden in 2007 en 2008 veel scheuren waarna nog eens 1400 km² afbrak. Dit was mogelijk een gevolg van afsmelting aan de onderkant, omdat bovenop weinig afsmelting te zien was. Begin 2009 brak een ijsbrug kapot die de verbinding vormde tussen Charcot Island en het grootste deel van het ijsveld, wat tussen februari en juni 2009 leidde tot een verlies van nog eens 700 km².
De Pine Island Glacier komt vanaf het continent in de Amundsen zee terecht en draineert een flink deel van het westelijk ijsveld. Een studie in 1998 concludeerde dat deze gletsjer 3,5 meter per jaar dunner wordt en zich in 3,8 jaar tijd 5 km terugtrok.

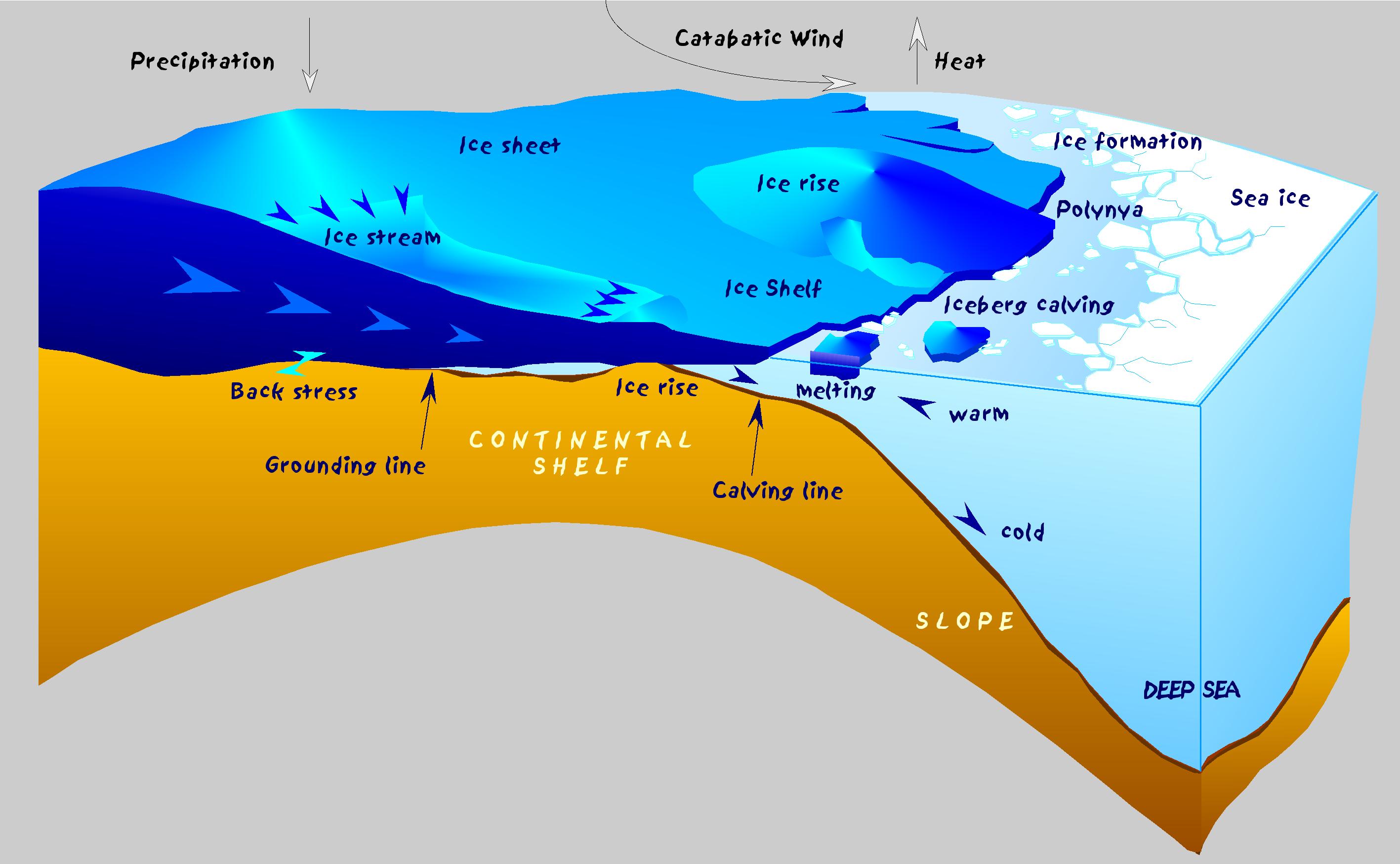
Weergave van de processen op Antarctica

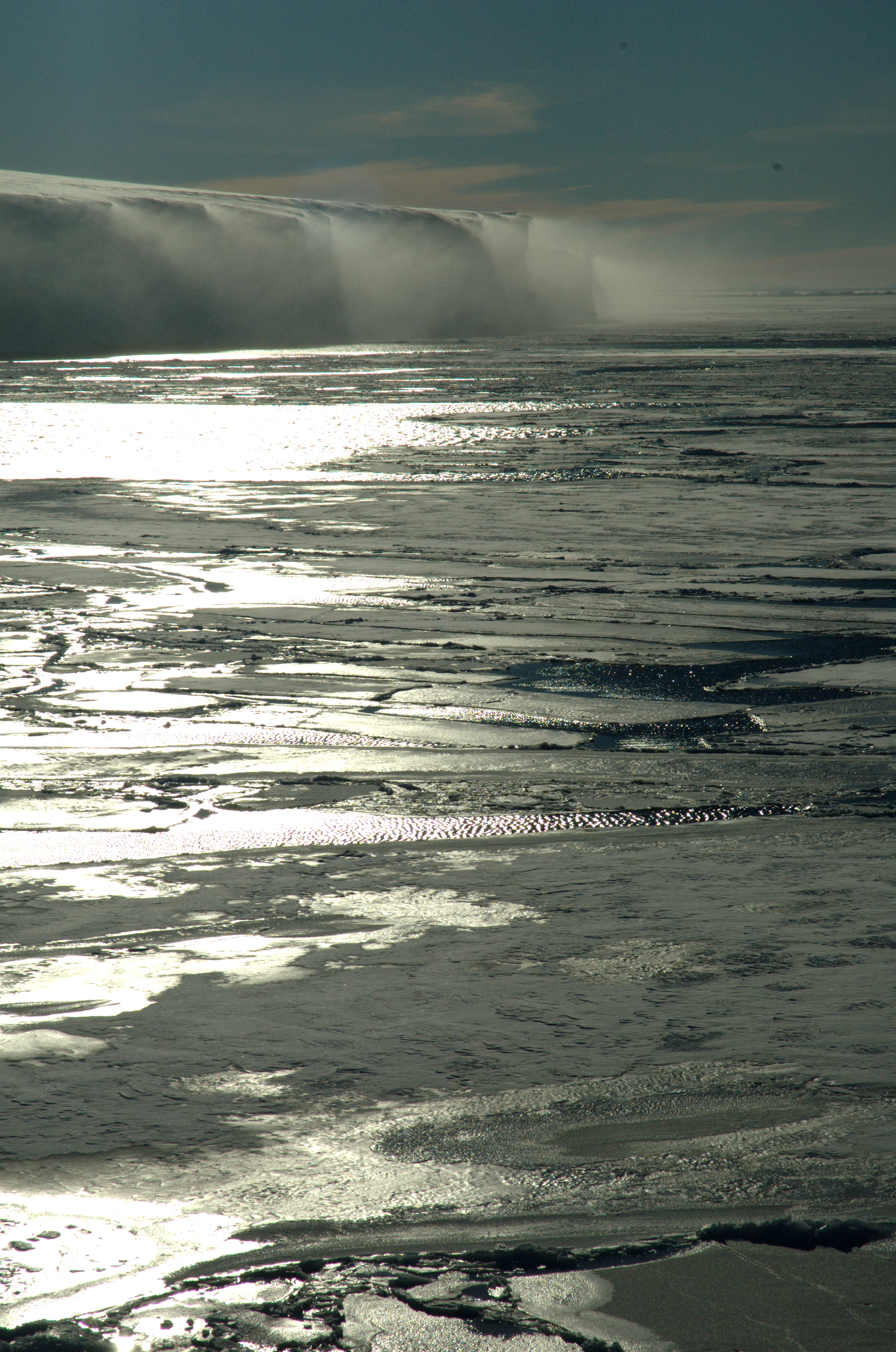
Katabatische wind, valwind, vanaf de ijskap blaast open plekken in het zee-ijs.

Een onderzoek gepubliceerd in 2014 constateerde een terugtrekking in de jaren 1992-2011 van de lijn aan de onderkant van de ijskap of gletsjer van het contact met de bodem eronder. Het ijs gaat daar drijven. De grootste terugtrekking werd gezien bij de Sjogren gletsjer, waarvan de onderlijn 13 km meer landinwaarts ligt dan in 1953. Dit proces duidt op afsmelting aan de onderkant.
Er werd bij 32 gletsjers een beperkte toename gemeten van gemiddeld 300 meter per gletsjer. De Totten Glacier draineert een groot deel van het oostelijke ijsveld, maar er werd al in 2008 geconstateerd dat de Totten Glacier massa aan het verliezen is. Een onderzoek gepubliceerd in 2015 concludeerde dat de Totten Glacier op het oosten van Antarctica als gevolg van afsmelting aan de onderkant dunner aan het worden is, veroorzaakt door oceanische processen en de activiteit van polinia. Warmer oceaanwater rond het continent is bij het continentaal plat waargenomen onder een laag van 400 tot 500 meter koud oppervlaktewater.
Onderzoekers maken zich zorgen over de Thwaitesgletsjer. De gletsjer bevat zo veel ijs, dat wanneer die zou smelten, de ziespiegel aanmerkelijk zou stijgen.

### Zich terugtrekkende gletsjers
- Aletschgletsjer - Zwitserland
- Argentière-gletsjer - Frankrijk
- Athabascagletsjer - Canada, krimpt
- Breiðamerkurjökull - IJsland
- Briksdalsbreen - Noorwegen
- Calderonegletsjer - Italië
- Chacaltaya-gletsjer - Bolivia
- Franz Josefgletsjer - Nieuw-Zeeland
- Gangotrigletsjer - India
- Gannettgletsjer - Rocky Mountains
- Gepatschferner - Oostenrijk
- Glacier National Park - Verenigde Staten: alle gletsjers, bijvoorbeeld de Grinnellgletsjer, trekken zich terug
- Grinner Ferner - Oostenrijk
- Gurgler Ferner - Oostenrijk
- Guslarferner - Oostenrijk
- Hintereisferner - Oostenrijk
- Hintertuxer Gletscher - Oostenrijk, gletsjer dunner geworden
- Hochjochferner - grens Oostenrijk en Italië
- IJsfjord van Ilulissat - Groenland, ook Ilulissatgletsjer, Jakobshavn Glacier, Sermeq Kujalleq of Jakobshavn Isbræ bij Ilulissat, versnelde terugtrekking sinds 1997
- Jostedalsbreen - Noorwegen
- Kebnekaise - Zweden, de meeste gletsjers zijn gekrompen
- Langtauferer Ferner - Italië
- Larsenijsplateau - Antarctica, grotendeels verdwenen
- Mer de Glace - Frankrijk
- Mont Blanc-gletsjer - Mont Blanc, Frankrijk
- Morteratschgletsjer - Zwitserland
- Mount Dana - Verenigde Staten
- Mount Everest - grens Nepal en Tibet
- Mount Kenya - Kenia
- Nevado del Ruiz - Colombia
- Niederjochferner - Oostenrijk
- Nigardsbreen - Noorwegen
- North Cascades National Park - Verenigde Staten, alle gletsjers trekken zich terug
- Nova Zembla - Rusland, gletsjer is korter geworden
- Pasterze - Oostenrijk
- Puncak Jaya - Nieuw-Guinea, Carstenszpiramide
- Puncak Trikora - Nieuw-Guinea, Wilhelminatop
- Punta Sommeiller - grens Frankrijk en Italië
- Plaine Morte-gletsjer - Zwitserland
- Rhônegletsjer - Zwitserland
- Saskatchewangletsjer - Canada
- Siachengletsjer - grens Inda en Pakistan
- Taschachferner - Oostenrijk
- Tasmangletsjer - Nieuw-Zeeland
- Tiensjan - grens Kazachstan, Kirgizië en China
- Upsalagletsjer - Argentinië
- Vatnajökull - IJsland
- Vernagtferner - Oostenrijk

### Aangroeiende en tijdelijk aangroeiende gletsjers
- Perito Morenogletsjer - Argentinië
- Taku Gletsjer - Alaska[96]

### Verdwenen gletsjers
- Corral de la Veleta - Spanje, bij Granada, verdwenen in 1913[97]
- Spider Glacier, Lewis Glacier, Milk Lake Glacier en David Glacier - Verenigde Staten, North Cascades National Park, sinds 1985
- Balaïtous-, Perdigurero- en La Muniagletsjers - Spanje, Pyreneeën, sinds 1991
- Glacier National Park - Verenigde Staten, veel kleine gletsjers
- Puncak Mandala - Nieuw-Guinea, Julianatop, ijskap in de jaren 1990[98]
- Puncak Trikora - Nieuw-Guinea, Wilhelminatoppen, ijskap die tot onder 4400 m reikte in 1909, verdween tussen 1939 en 1963, de naburige Merengletsjer verdween tussen 1994 en 2000[99]
- Idenburggletsjer - Nieuw-Guinea, Ngga Pilimsit, in 2003
- Jones Ice Shelf - Antarctica, 2008[100]

## Maatregelen
Sedert 2015 werd in de Zwitserse en Oostenrijkse Alpen gepoogd het smeltproces te vertragen door het aanbrengen van een beschermende, witte folie. Dit kan op kleine schaal voordelen opleveren voor skigebieden, maar is wellicht niet uitvoerbaar op veel grotere schaal.